# Heliciopsis mahmudii
Heliciopsis mahmudii är en tvåhjärtbladig växtart som först beskrevs av P.Chai, och fick sitt nu gällande namn av R.C.K.Chung. Heliciopsis mahmudii ingår i släktet Heliciopsis och familjen Proteaceae. Inga underarter finns listade i Catalogue of Life.